# 佐藤大介 (競艇選手)
佐藤 大介（さとう だいすけ、1976年1月24日 - ）は、愛知県出身の競艇選手。登録番号3813。身長165cm。血液型B型。77期。
同期に金子龍介、五反田忍らが、弟子には元プロボクサーの西尾亮輔がいる。

## 来歴
- 1995年、デビュー。
- 1998年12月、下関競艇場の一般戦で初優勝を飾る。
- 2005年3月、多摩川競艇場で行われた総理大臣杯でSG初出場。
- 2007年11月25日、浜名湖競艇場での「チャレンジカップ」でSG初優出(6着)。
- 2012年9月26日、桐生競艇場で行われた「第15回東京スポーツ杯」3日目第7レースにおいて1コースから勝利して通算1000勝を達成[2]